# Aphycus parisoti
Aphycus parisoti är en stekelart som beskrevs av Girault 1936. Aphycus parisoti ingår i släktet Aphycus och familjen sköldlussteklar. Inga underarter finns listade i Catalogue of Life.